# České muzeum hudby
České muzeum hudby (do roku 2001 Muzeum české hudby) je specializovaná část Národního muzea v Praze, zaměřená na materiály s hudební a instrumentální tematikou. Sídlí v přestavěném bývalém kostele svaté Máří Magdalény na adrese Karmelitská 388/2 a 4, Újezd 388/50, Hellichova 388/10, na Malé Straně, Praha 1.

## Historie budovy muzea
Instituce Českého muzea hudby sídlí v majestátní barokně-klasicistní trojlodní budově někdejšího kostela svaté Máří Magdalény z let 1654–1679 podle návrhu architekta Francesca Carattiho při malostranském dominikánském klášteře. Kostel, který na tomto místě stával dříve, doložený před rokem 1329, zanikl během husitských nepokojů v roce 1420.
Kostel i kláštery byly v roce 1783 zrušeny v rámci církevních reforem císaře Josefa II.

### Historie instituce
V letech 1990–1996 byl ředitelem muzea dr. Stanislav Tesař, jenž se významně zasadil o zahájení procesu digitalizace materiálů a historických pramenů. Zároveň přispěl k řešení dislokační problematiky v první polovině 90. let.
V roce 1984 muzeum darovalo divadlu v Táboře bustu Oskara Nedbala.
Od roku 2010 do současnosti je ředitelem muzea italský violoncellista dott. Emanuele Gadaleta.

## Hlavní expozice vsídle muzea

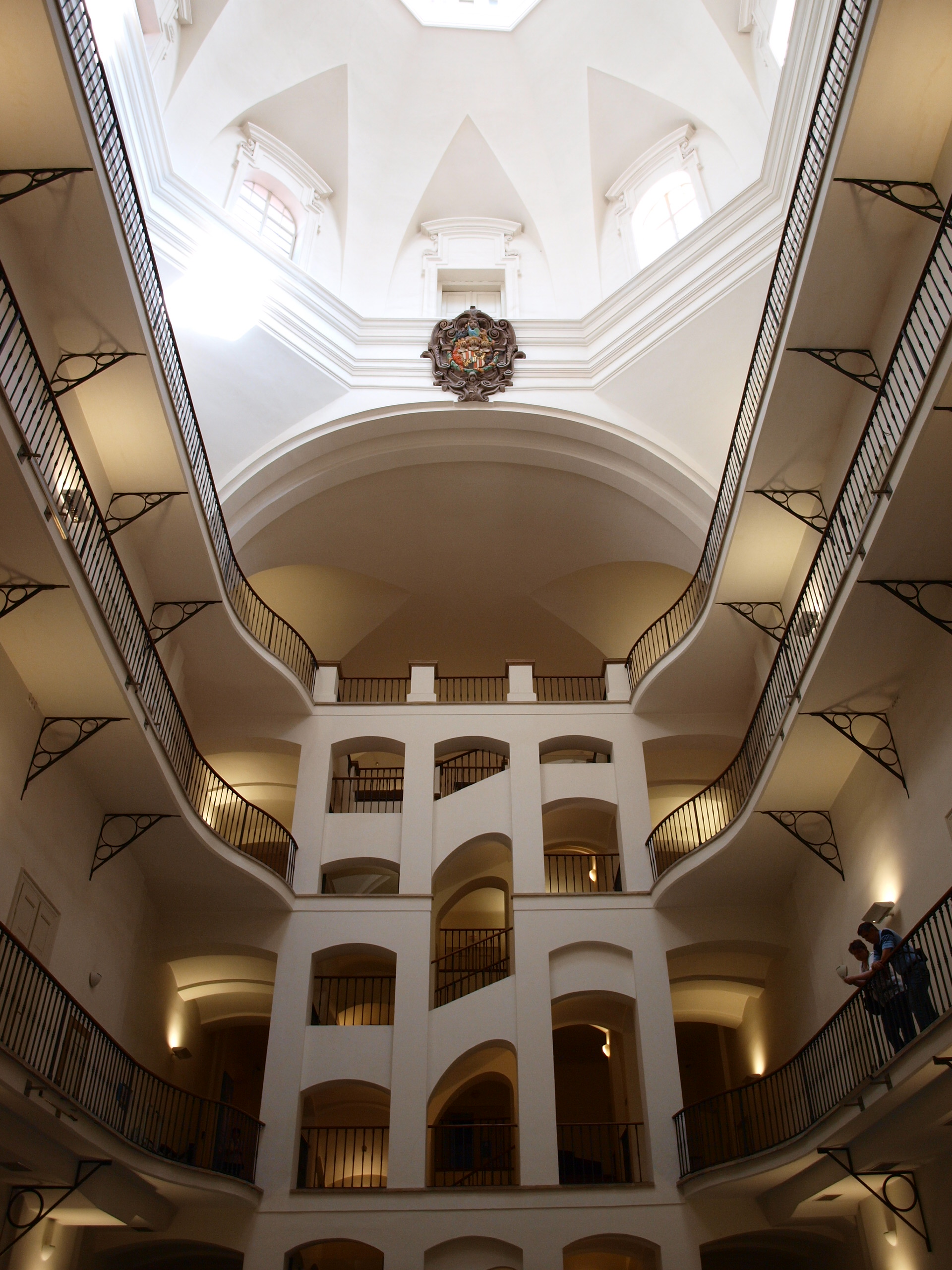
Interiér muzea

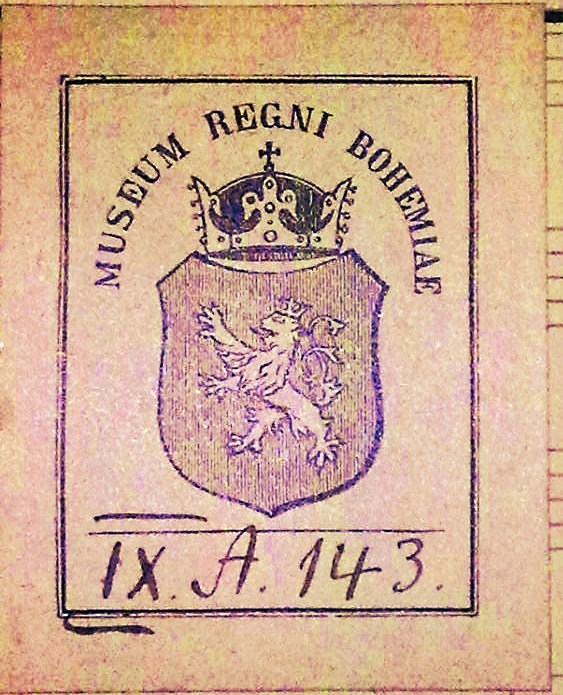
Signatura Muzea Českého království s označením "Museum Regnie Bohemiae"

České muzeum hudby sídlí v bývalém kostele sv. Máří Magdalény, klášterním kostele malostranského dominikánského kláštera. Kostel byl v průběhu času postupně přestavován až do dnešní podoby, v minulosti zde sídlil také poštovní úřad (tehdy jediný v Praze), archiv a četnická ubytovna, bylo zde skladiště či dokonce stáje.
Jsou zde vystaveny ukázky starých či vzácných hudebních nástrojů, a to jak z dílen renomovaných nástrojařů, tak lidové nástroje. Dále významné originální notové zápisy vybraných hudebních skladeb, dokumenty vztahující se k jednotlivým hudebníkům, staré gramofonové desky a další hudební artefakty včetně ukázek jednotlivých hudebních nahrávek.
Někdejší hlavní chrámová loď slouží také jako koncertní síň.
Muzeum je součástí každoroční akce "Pražská muzejní noc".

## Pobočky
Pod České muzeum hudby formálně spadají také další expozice:
- Sídlo muzea (včetně hlavní expozice Člověk – nástroj – hudba) – Karmelitská ulice 4/2 na Malé Straně v městské části Praha 1
- Muzeum Bedřicha Smetany – samostatná expozice sídlící na Novotného lávce na Starém Městě pražském
- Muzeum Antonína Dvořáka – samostatná expozice sídlící v Michnově letohrádku Amerika na pražském Karlově
- Památník Jaroslava Ježka – Modrý pokoj (Kaprova 10, Praha)
- Památník Antonína Dvořáka (Nelahozeves 12)
- Muzeum-památník Bedřicha Smetany (Jabkenice)
- Památník Josefa Suka (Křečovice 3)
- Hudba bez hudebníků – hrací strojky a hudební automaty (zámek Hořovice)
- Klavír? Klavír! Klavír! Tajemství i krása klávesových nástrojů v proměnách staletí (státní zámek Litomyšl)

## Ve filmu
Budova muzea se objevila v následujících filmech:
- Modelář (2020, režie: Petr Zelenka) – místo, odkud hlavní hrdina Pavel řídil útok dronem na Dicka Cheneyho